# 中橫鐵路
中部橫貫鐵路是臺灣一條計畫中的鐵路路線，預定由臺中車站分支，經太平、草屯、埔里、霧社，以長隧道穿越中央山脈直抵花蓮車站。但由於工程難度太高，目前已放棄興建。

## 歷史
臺灣日治時代的50年間，一直存在興建「中部橫斷鐵道」的計畫，即橫斷中部，連結東、西部的鐵路。明治29年（1896年）台灣總督府就組成探險隊，調查東西橫貫道路與鐵路路線。大正12年（1923年）也曾組織測量隊測量從集集經水裡坑，沿陳有蘭溪，通過八通關後，沿轆寮溪，出玉里的路線。但是直至日本政府戰敗撤離台灣為止，「中部橫斷鐵道」皆未付諸實現。戰後，中華民國政府曾有類似的「中部橫貫鐵路」計畫，但由於工程難度太高，且玉山國家公園及太魯閣國家公園設立後，受到《國家公園法》等法規的限制，也已放棄興建。

## 困難點
按照最簡單計畫路線興建，必須要橫貫海拔三千多公尺之中央山脈，至少全線有51％為隧道，面臨強大的地壓與複雜地質，工程費用估算為新臺幣七百四十五億左右，經費龐大，施工困難，因而無法付諸實現。